# Radical 106
El radical 106
, representado por el carácter Han 白, es uno de los 214 radicales del diccionario de Kangxi. En mandarín estándar es llamado 白部, (bái　bù,　«radical “blanco”»); en japonés es llamado 白部, はくぶ (hakubu), y en coreano 백 (baek).
El radical «blanco» aparece en diferentes posiciones dentro de los caracteres que clasifica. En muchas ocasiones aparece en el lado izquierdo, como en 皅; en otras ocasiones aparece en la parte superior, como en 皇, y en algunas otras aparece en la parte inferior, como en 皆.

## Nombres populares
- Mandarín estándar: 白字旁, bái zì páng, «carácter “blanco” en un lado».
- Coreano: 흰백부, huin baek bu, «radical baek-blanco».
- Japonés:　白（しろ）, shiro, «blanco»; 白偏（しろへん）, shirohen, «radical “blanco” en el lado izquierdo del carácter».[1]
- En occidente: radical «blanco».

## Galería
| Estilos antiguos                                 | Estilos antiguos                  | Estilos antiguos                        | Estilos antiguos                   | Estilos antiguos                   | Estilos empleados actualmente       | Estilos empleados actualmente  | Estilos empleados actualmente    | Estilos empleados actualmente   | Estilos empleados actualmente  |
|                                                  |                                   |                                         |                                    |                                    |                                     | 白                             | 白                               |                                 |                                |
| 甲骨文 jiǎgǔwén (escritura de huesos oraculares) | 金文 jīnwén (escritura de bronce) | 简帛 jiǎnbó (escritura de bambú y seda) | 篆文 zhuànwén (escritura de sello) | 篆文 zhuànwén (escritura de sello) | 隸書 lìshū (estilo de los escribas) | 楷書 kǎishū (estilo regular)   | 楷書 kǎishū (estilo regular)     | 行書 xǐngshū (estilo corriente) | 草書 cǎoshū (estilo de hierba) |
| 甲骨文 jiǎgǔwén (escritura de huesos oraculares) | 金文 jīnwén (escritura de bronce) | 简帛 jiǎnbó (escritura de bambú y seda) | 大篆 dàzhuàn (sello grande)        | 小篆 xiǎozhuàn (sello pequeño)     | 隸書 lìshū (estilo de los escribas) | 繁體／繁体 fántǐ (tradicional) | 简体／簡體 jiǎntǐ (simplificado) | 行書 xǐngshū (estilo corriente) | 草書 cǎoshū (estilo de hierba) |

## Caracteres con el radical 106

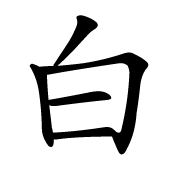

| trazos | carácter             |
| ------ | -------------------- |
| + 0    | 白                   |
| + 1    | 百 癿                |
| + 2    | 皀 皁 皂 皃          |
| + 3    | 的                   |
| + 4    | 皅 皆 皇 皈          |
| + 5    | 皉 皊 皋 皌 皍       |
| + 6    | 皎 皏 皐 皑          |
| + 7    | 皒 皓 皔 皕 皖 皗 皘 |
| + 8    | 皙                   |
| + 10   | 皚 皛 皜 皝 皞       |
| + 11   | 皟 皠 皡             |
| + 12   | 皢 皣 皤 皥          |
| + 13   | 皦 皧 皨             |
| + 14   | 皩                   |
| + 15   | 皪 皫                |
| + 16   | 皬                   |
| + 18   | 皭                   |